# 網絡公民
網絡公民（英語：The Online Citizen）是一個位於台灣的博客平台，提供關於亞洲時事的評論和分析。平台創立之初為一個專門评论新加坡政治活动的社区时政网站。该组织成员将自己描述为一群专门报道主流媒体通常不报道的话题的倡议新闻记者。

## 历史

### 前期
2006年12月，网络公民由 Andrew Loh 和 Remy Choo Zheng Xi 创立。
2011年，新加坡政治捐赠登记处将该平台列为政治组织，并指出该网站的编辑组织了线上和线下活动，以试图改变各项立法和政策。根据新加坡的《政治捐款法》，任何政治实体都不得从外国捐助者获得资金援助或者获取5000新元以上的匿名捐款。
2017年，网络公民加入美国调查记者与编辑协会（IRE）。
2018年2月，由于网络公民实质上只剩下许渊臣一位编辑，该组织不再被官方列为政治组织。许渊臣自2011年核心编辑团队离开以来就一直单独负责平台内容的撰写。

### 2021年吊销执照
2021年9月，新加坡资讯通信媒体发展局以网络公民屡次未申报资金来源为由向该平台发布陈述理由通知，要求平台负责人为违规行为提供充分理由，否则当局将采取适当的执法行动。时任网络公民主编许渊臣在面簿发文回复称其未申报是因为当局 “一再要求他们说明为何向订户收取订阅费，尽管他们已解释订阅模式的运作方式”。
2021年9月14日，因网络公民“未能提供充足理由解释为何不完整申报资金来源”，资讯通信媒体发展局即日起暂时吊销其经营网站以及社交媒体页面和帐户的类别执照。资媒局表示网络公民若不遵从要求，其可限制人们访问其页面，继续经营这些服务的行为也将构成刑事罪。
2021年9月16日，网络公民官网及其面簿、推特和Instagram的社媒账户于当日上午9时08分正式下线，其YouTube频道上的所有视频内容也均已下架。
2021年9月29日，因网络公民没有在资媒局设下的期限（同年9月28日）之前提交资金来源信息，当局表示，保留采取进一步行动的权利。网络公民则针对资媒局要求撤下社交媒体平台的指令提出司法审查，高等法庭于当日就此举行审前会议。
2021年10月15日，资媒局将网络公民的类别执照取消。

### 重启
2022年9月16日，执行编辑许渊臣宣布重啟網站并將業務轉移到一家新的台灣在地公司。他還表示，除新加坡新聞之外，這個新網站也將提供每日亞洲新聞的報導。

## 創始人和編輯
- Andrew Loh (创始人及前编辑)[17]
- Remy Choo Zheng Xi (创始人及前编辑)[17]
- Kumaran Pillai (前总编辑)
- 拉维·菲利蒙 (前总编辑)
- 许渊臣 (执行编辑)